# Peter Rufai
Peter Rufai (Lagos, 24 de agosto de 1963-Lagos, 3 de julio de 2025) fue un portero de fútbol nigeriano. Era hijo del rey Rufai de Idimu, una región nigeriana en las cercanías de Lagos. No obstante rechazo su derecho al trono para cumplir su sueño de jugar al fútbol. Fue arquero de la Selección de Nigeria en los Mundiales de 1994 y 1998

## Biografía
Tras jugar de 1980 a 1984 con los Stationery Stores y en 1985 con los Femo Scorpions (ambos clubes de Nigeria), en 1986 fichó por el equipo beninés AS Dragons FC de l'Ouémé. En 1989 fichó por el KSC Lokeren belga y por el KSK Beveren (también belga) en 1992, para irse en 1993 a los Go Ahead Eagles holandeses, donde jugó 12 partidos y al Sporting Farense portugués en 1994.
En enero de 1997 fichó por el Hércules CF, donde se fue alternando con José Miguel Mari y Gaëtan Huard en la portería alicantina. En verano de 1997 ficha por el Deportivo de La Coruña, donde siempre fue el portero suplente, estando a la sombra de Jacques Songo'o. Tras su etapa en España, en 1999 volvió a Portugal en el Gil Vicente FC, en el que se retiró.
Dirigía una escuela para entrenar a jóvenes porteros. Su hijo mayor, Senbaty, juega en el Sunshine Stars de la primera división nigeriana.

### Muerte
Peter Rufai falleció en la tarde del 3 de julio de 2025, después de una larga enfermedad, rodeado de su familia en su residencia en la capital nigeriana Lagos.

## Selección nacional
Rufai ha jugado 65 partidos con la Selección de fútbol de Nigeria y ha marcado 1 gol además de jugar el Mundial de fútbol de 1994 y el Mundial de fútbol de 1998 y ganar la Copa Africana de Naciones de 1994.

### Participaciones en Copas del Mundo
| Mundial                        | Sede           | Resultado        |
| ------------------------------ | -------------- | ---------------- |
| Copa Mundial de Fútbol de 1994 | Estados Unidos | Octavos de final |
| Copa Mundial de Fútbol de 1998 | Francia        | Octavos de final |

## Clubes
| Club                     | País         | Año       |
| ------------------------ | ------------ | --------- |
| Stationery Stores        | Nigeria      | 1980-1984 |
| Femo Scorpions           | Nigeria      | 1985      |
| AS Dragons FC de l'Ouémé | Benín        | 1986-1989 |
| KSC Lokeren              | Bélgica      | 1989-1992 |
| KSK Beveren              | Bélgica      | 1992-1993 |
| Go Ahead Eagles          | Países Bajos | 1993-1994 |
| Sporting Clube Farense   | Portugal     | 1994-1996 |
| Hércules CF              | España       | 1997      |
| Deportivo La Coruña      | España       | 1997-1999 |
| Gil Vicente FC           | Portugal     | 1999-2000 |